# Takuto Kominami
Takuto Kominami (jap. 小南 拓人, Kominami Takuto; * 26. Juli 1995 in Sapporo) ist ein japanischer Leichtathlet, der sich auf den Speerwurf spezialisiert hat.

## Sportliche Laufbahn
Erste internationale Erfahrungen sammelte Takuto Kominami im Jahr 2014, als er bei den Juniorenweltmeisterschaften in Eugene mit einer Weite von 67,07 m den zehnten Platz belegte. 2017 nahm er an der Sommer-Universiade in Taipeh teil, schied dort aber mit 70,43 m in der Qualifikationsrunde aus. 2019 erreichte er bei den Asienmeisterschaften in Doha mit 71,44 m Rang elf und 2021 siegte er mit neuer Bestleistung von 82,52 m beim Mikio Oda Memorial Athletics Meet sowie mit 80,98 m bei Ready Steady Tokyo - Athletics und mit 80,98 m beim Michitaka Kinami Memorial Meet. Damit qualifizierte er sich über die Weltrangliste für die Olympischen Spiele in Tokio, bei denen er mit 78,39 m den Finaleinzug verpasste.
2021 wurde Kominami japanischer Meister im Speerwurf.